# 空がきれい
「空がきれい」（そらがきれい）は、日本の6人組男性アカペラボーカルグループ、RAG FAIRの5枚目のシングル。

## 概要
前作から約2ヶ月ぶりとなるシングルで、2003年第1弾シングル。
完全生産限定盤。

## 収録曲
1. 空がきれい
  - 作詞：土屋礼央／作曲：豊島吉宏／編曲：幾見雅博／編曲：RAG FAIR
2. あさってはSunday“a cappella”
  - 作詞：土屋礼央／作曲：土屋礼央／編曲：幾見雅博／編曲：RAG FAIR
3. Blue Moon
  - 作詞：引地洋輔／作曲：幾見雅博／編曲：幾見雅博／編曲：RAG FAIR